# 2014年世界柔道選手権大会

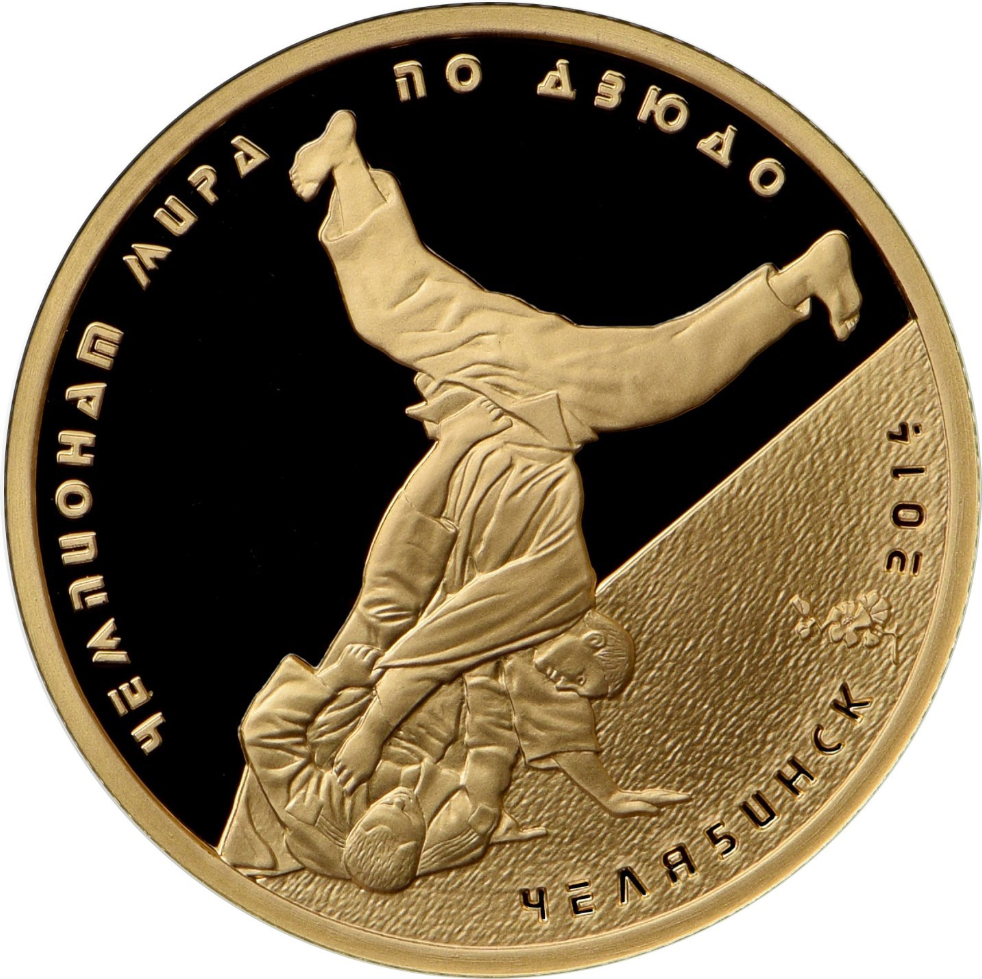
2014年世界柔道選手権大会

2014年世界柔道選手権大会（第32回世界柔道選手権大会）は、2014年8月25日～31日にロシア・チェリャビンスクのトラクトール・アリーナで開催された柔道の世界選手権。無差別を除いた男女7階級の個人戦と男女の団体戦が実施された。ロシアで世界柔道選手権が開催されるのは2011年の第30回大会以来3年ぶり3度目となる。当初はモスクワで開催される予定だったが、2012年12月にチェリャビンスクに変更された。

## 大会概要
| 正式名称 | 世界柔道選手権2014チェリャビンスク大会 英語: 2014 World Judo Championships CHELYABINSK |
| 開催場所 | トラクトール・アリーナ |
| 主催     | 国際柔道連盟 |
| 開催日程 | 8月25日 男子60kg級、女子48kg級 26日 男子66kg級、女子52kg級 27日 男子73kg級、女子57kg級 28日 男子81kg級、女子63kg級 29日 男子90kg級、女子70kg級 78kg級 30日 男子100kg級 100kg超級、女子78kg超級 31日 男子団体戦、女子団体戦 |

### 男子
| 階級        | 金                           | 銀                                   | 銅                                                  |
| ----------- | ---------------------------- | ------------------------------------ | --------------------------------------------------- |
| 60kg以下級  | ガンバット・ボルドバータル   | ベスラン・ムドラノフ                 | 高藤直寿 アミラン・パピナシビリ                     |
| 66kg以下級  | 海老沼匡                     | ミハイル・プリャエフ                 | カマル・ハーン＝マゴメドフ ゲオルグリー・ザンタラヤ |
| 73kg以下級  | 中矢力                       | ホン・ククヒョン                     | ムサ・モグシコフ ビクトル・スクボルトフ             |
| 81kg以下級  | アブタンディル・チリキシビリ | アントワーヌ・ヴァロア＝フォルティエ | イワン・ニフォントフ ロイク・ピエトリ               |
| 90kg以下級  | イリアス・イリアディス       | トート・クリスティアーン             | キリル・ボプロソフ ヴァルラーム・リパルテリアニ     |
| 100kg以下級 | ルカシュ・クルパレク         | ホセ・アルメンテロス                 | イワン・レマレンコ カール＝リヒャルト・フライ       |
| 100kg超級   | テディ・リネール             | 七戸龍                               | ラファエル・シルバ レナート・サイドフ               |

### 女子
| 階級       | 金                             | 銀                 | 銅                                                  |
| ---------- | ------------------------------ | ------------------ | --------------------------------------------------- |
| 48kg以下級 | 近藤亜美                       | パウラ・パレト     | マリア・セリア・ラボルデ アマンディーヌ・ブシャール |
| 52kg以下級 | (IJF) マイリンダ・ケルメンディ | アンドレア・キトゥ | ナタリア・クジュティナ エリカ・ミランダ             |
| 57kg以下級 | 宇高菜絵                       | テルマ・モンテイロ | オトーヌ・パヴィア サンネ・フェルハーヘン           |
| 63kg以下級 | クラリス・アグベニュー         | ヤーデン・ジェルビ | 田代未来 ティナ・トルステニャク                     |
| 70kg以下級 | ジュリ・アルベアル             | ヌンイラ華蓮       | オニックス・コルテス キャサリン・クライス           |
| 78kg以下級 | マイラ・アギアル               | オドレー・チュメオ | アナマリ・ベレンシェク ケイラ・ハリソン             |
| 78kg超級   | イダリス・オルティス           | マリア・アルテマン | 田知本愛 エミリ・アンデオル                         |

## 国別団体戦

### 男子
| 優勝                                                                                  | 2位 | 3位 | 3位 |
| 日本 海老沼匡 高市賢悟 中矢力 大野将平 永瀬貴規 西山大希 ベイカー茉秋 七戸龍 上川大樹 | ロシア カマル・ハーン＝マゴメドフ デニス・ヤルツェフ ムラート・ハバチロフ マゴメド・マゴメドフ アスラン・カンビエフ | ジョージア シャルバ・カルダバ ヌグザリ・タタラシビリ アブタンディル・チリキシビリ ヴァルラーム・リパルテリアニ アダム・オクルアシビリ | ドイツ セバスチャン・ザイドル クリストファー・フェルク スベン・マレシュ マルク・オーデンタール ディミトリ・ペータース |

### 女子
| 優勝 | 2位 | 3位                                                                              | 3位 |
| フランス プリシラ・ネト オトーヌ・パヴィア エレーヌ・ルスボー クラリス・アグベニュー マルゴー・ピノ リュシ・ルエット オドレー・チュメオ | モンゴル ムンフバータル・ブンドゥマー ドルジスレン・スミヤ バルドルジ・ムングンチメグ ツェンドアユシュ・ナランジャルガル バトトゥルガ・ムンフザヤ | 日本 橋本優貴 志々目愛 宇高菜絵 田代未来 田知本遥 ヌンイラ華蓮 山部佳苗 田知本愛 | ドイツ ロミー・タラングル ミリアム・ローパー マルティナ・トライドス ラウラ・ヴァルガス＝コッホ イリヤナ・マルツォク ルイーゼ・マルツァン ヤスミン・クルプス |

### メダル獲得数の国別一覧
| 順   | 国・地域         | 金 | 銀 | 銅 | 計 |
| ---- | ---------------- | -- | -- | -- | -- |
| 1    | 日本             | 5  | 2  | 4  | 11 |
| 2    | フランス         | 3  | 1  | 4  | 8  |
| 3    | ブラジル         | 1  | 1  | 2  | 4  |
| 3    | キューバ         | 1  | 1  | 2  | 4  |
| 5    | モンゴル         | 1  | 1  | 0  | 2  |
| 6    | ジョージア       | 1  | 0  | 3  | 4  |
| 7    | コロンビア       | 1  | 0  | 0  | 1  |
| 7    | チェコ           | 1  | 0  | 0  | 1  |
| 7    | ギリシャ         | 1  | 0  | 0  | 1  |
| 7    | 国際柔道連盟     | 1  | 0  | 0  | 1  |
| 11   | ロシア           | 0  | 3  | 6  | 9  |
| 12   | アルゼンチン     | 0  | 1  | 0  | 1  |
| 12   | カナダ           | 0  | 1  | 0  | 1  |
| 12   | ハンガリー       | 0  | 1  | 0  | 1  |
| 12   | イスラエル       | 0  | 1  | 0  | 1  |
| 12   | 北朝鮮           | 0  | 1  | 0  | 1  |
| 12   | ポルトガル       | 0  | 1  | 0  | 1  |
| 12   | ルーマニア       | 0  | 1  | 0  | 1  |
| 19   | ドイツ           | 0  | 0  | 3  | 3  |
| 20   | スロベニア       | 0  | 0  | 2  | 2  |
| 20   | アラブ首長国連邦 | 0  | 0  | 2  | 2  |
| 22   | オランダ         | 0  | 0  | 1  | 1  |
| 22   | ポーランド       | 0  | 0  | 1  | 1  |
| 22   | ウクライナ       | 0  | 0  | 1  | 1  |
| 22   | アメリカ合衆国   | 0  | 0  | 1  | 1  |
| 合計 | 合計             | 16 | 16 | 32 | 64 |

## 優勝者の世界ランキング

### 男子
| 60kg級    | モンゴル   | ガンバット・ボルドバータル   | 3位  |
| 66kg級    | 日本       | 海老沼匡                     | 6位  |
| 73kg級    | 日本       | 中矢力                       | 16位 |
| 81kg級    | ジョージア | アブタンディル・チリキシビリ | 1位  |
| 90kg級    | ギリシャ   | イリアス・イリアディス       | 4位  |
| 100kg級   | チェコ     | ルカシュ・クルパレク         | 1位  |
| 100kg超級 | フランス   | テディ・リネール             | 4位  |

### 女子
| 48kg級   | 日本       | 近藤亜美                 | 18位 |
| 52kg級   | コソボ     | マイリンダ・ケルメンディ | 1位  |
| 57kg級   | 日本       | 宇高菜絵                 | 13位 |
| 63kg級   | フランス   | クラリス・アグベニュー   | 1位  |
| 70kg級   | コロンビア | ジュリ・アルベアル       | 4位  |
| 78kg級   | ブラジル   | マイラ・アギアル         | 4位  |
| 78kg超級 | キューバ   | イダリス・オルティス     | 1位  |

(出典、JudoInside.com)。

## 世界ランキング1位の成績

### 男子
| 60kg級    | 日本       | 高藤直寿                     | 銅メダル  |
| 66kg級    | ブラジル   | チャールズ・チバナ           | 3回戦敗退 |
| 73kg級    | スロベニア | ロク・ドラクシッチ           | 3回戦敗退 |
| 81kg級    | ジョージア | アブタンディル・チリキシビリ | 金メダル  |
| 90kg級    | ジョージア | ヴァルラーム・リパルテリアニ | 銅メダル  |
| 100kg級   | チェコ     | ルカシュ・クルパレク         | 金メダル  |
| 100kg超級 | ブラジル   | ラファエル・シルバ           | 銅メダル  |

### 女子
| 48kg級   | モンゴル | ムンフバット・ウランツェツェグ | 3回戦敗退 |
| 52kg級   | コソボ   | マイリンダ・ケルメンディ       | 金メダル  |
| 57kg級   | ドイツ   | ミリアム・ローパー             | 初戦敗退  |
| 63kg級   | フランス | クラリス・アグベニュー         | 金メダル  |
| 70kg級   | オランダ | キム・ポリング                 | 5位       |
| 78kg級   | フランス | オドレー・チュメオ             | 銀メダル  |
| 78kg超級 | キューバ | イダリス・オルティス           | 金メダル  |

(出典、JudoInside.com)。

## 今大会での新ルール適用について
2014年1月のコンチネンタルオープンからリオデジャネイロオリンピックが開催される2016年まで、国際大会において新たなIJF試合審判規定が導入されることになった。 
なお、この試合審判規定は以下のような特徴を有する。
審判員
- 試合場の審判は1人となる。副審2名は審判委員席でビデオを確認しながらサポート役に徹する。ジュリー(審判委員)は試合場の審判と無線でコミュニケーションを取り合うことになるが、必要とみなされた場合を除き技の評価などへの介入は控える。技の評価が変更された場合、当該選手のコーチに抗議する権限はないが、ジュリーテーブルで変更理由を確認することが出来る。

一本の判断
- 一本に更なる価値を与えるために、従来より一本の判断基準を厳しくする。倒れた際に巻き込んでの投げ技は一本とはみなさない。

- 内股や払腰などの技をかけた際に、相手の体が回りすぎて背中の一部しか畳に着かなかった場合でも、これからは一本とみなす(スーパー一本)。相手が1回転せずに背中の一部が畳に着いただけの場合は一本とみなさない。また、相手をコントロールした状態で、相手の上部側面を畳に付けた場合は有効ポイントとなる。

- 投げられた選手がブリッジで着地した場合は一本とみなす。選手がブリッジで逃れようとした際に頚椎を傷めることがないように、安全面を考慮してこの決定がなされた。

試合運用と罰則
- 男子の試合時間は5分だが、女子は5分から4分に短縮されることになった。
- 指導は3回目までポイントにならず、技のポイント以外はスコアボードに表示されない(これにより、技ありと指導3を合わせた総合勝ちは成立しなくなった)。4回目の指導が与えられた場合は反則負けとなる。試合終了時に技のスコアが同等の場合は、指導の少ない方の選手を勝ちとする。

指導を選手に与える場合はその場で与えるようにして、従来のように選手が開始線に戻らずに済ませることになった。ただし、場外指導を与える場合や、4回目の指導で試合終了となる場合は選手を開始線に戻らせる。
- 技のポイントも指導ポイントも同等の場合は延長戦に入るが、どちらかが技か指導でポイントをあげるまで試合は続行される(旗判定は廃止となる)。

また、組み合う柔道が奨励されるため、次のような場合は罰則が与えられる。
- 両手を利用して相手の組み手を切った場合。

- 相手に組ませないように柔道衣の端(襟)を隠した場合。

- クロスグリップ(片手で相手の逆側の背部、肩、もしくは腕を掴む変則組み手)や[6]、帯を掴んだり、片襟の組み手となって直ちに攻撃しない場合。

- 素早く組まない場合や、相手に組ませない行為には厳しく指導を与える。組み手争いにおいて2度切った後、3度目も同じことをした場合。

- ピストルグリップ(親指と四指の間で相手の袖口を握ること)やポケットグリップ(相手の袖口を折り返して握ること)を施して直ちに攻撃しない場合。

- 組み合わずいきなり抱きついて投げる行為(ベアハグ)を繰り出した場合。片手であっても組んでから仕掛けた場合はベアハグと見なさない。

- 腰を曲げながら、相手を片手もしくは両手で突っぱねてブロックした場合や、直ちに攻撃しない場合。

- 奥襟を掴んで相手の頭を下げさせるだけで攻撃をしない場合。ただし、相手の方が明らかな防御姿勢とみなされた場合は、そちらに指導が与えられる。

- 相手と組むのを避ける、もしくは攻撃されるのを防ぐために相手の手首や手を掴んでいる場合。

- 偽装攻撃をした場合。その定義は以下の通り。

投げる意思のない技を繰り出す。
組んでない状態、もしくは技を繰り出してもすかさず手を離す。
相手のバランスを崩さず、1つないしは連続で技を繰り出す。
相手の攻撃を防ぐため、相手の脚の間に自分の脚を入れる。
- 片足が場外にありながら直ちに攻撃しない、もしくはすぐに場内に戻ってこない場合、または両足が場外に出た場合。

相手に押されて場外に出た場合は相手に指導が与えられる。
また、場内から技を繰り出して場外に出た場合は指導を与えない。
- さらに、立ち技において、両方ないしは片方の手や腕や肘を使って、相手の帯から下を攻撃ないしは防御する全ての行為は反則負けとなる。立姿勢から寝姿勢に移行する際もこの行為は認められない。明確な寝姿勢の状態になった場合は脚を掴んでもよい。帯から下を手や腕が少し触れた程度の場合は反則とみなさない。

寝技に関して
- 寝技の抑え込みは従来より5秒短くなるので、一本は20秒、技ありは15秒、有効は10秒となる。

- 場内で抑え込みが始まった場合は、両者の身体が場外に出ても抑え込みは継続されることになる。

投げ技が場外で決まり、すかさず抑え込み、関節技、絞技のいずれかを繰り出した場合はその効力が認められる。
関節技と絞技が場内で始まった場合は、場外に出てもその効果が認められる場合は継続されることになる。
- 抑え込みの定義は袈裟又は四方の体勢としてきたが、新たに裏の体勢も認める。これにより国際大会で今まで省かれていた裏固も復活することになった。

- 絞め技を施す場合、自身もしくは相手の帯や上衣の裾、さらには指だけを使用することは認められない。具体的には以下の行為が厳しく取り締まられて、指導が与えられることになる。

帯の端や上衣の裾を相手のどの部分にも巻きつけること。
柔道衣の上衣の裾又は帯を使って、あるいは直接指で絞技を施すこと。
その他
- 選手は同時に試合場に上がり、同時に礼をする。
- 最近よく見られる、試合開始直後の手合わせは禁止となる。
- 試合終了後に選手はきちんと柔道衣を着用した状態で退場しなければならない。
- 審判員が畳を降りた後でも記録係の人為的ミスなどにより明らかな結果の間違いが認められた場合は、選手を再び畳に戻して勝利宣告をやり直させるか、延長戦から試合を再開させる。以前は審判員が畳を降りて以降は、原則結果が覆ることはなかった。
- 計量は試合前日に行われる。試合当日にも無作為に選ばれた選手が計量を行う。この場合、自身の階級の体重上限より5%以内でなければならない(例えば、100kg級なら105kg以内)。
- 団体戦の場合も前日計量となる。個人戦に出場しない選手の場合は自身の階級の体重超過を認めないが、個人戦に出場した選手の場合は2kg以内なら認められる。

## 賞金
2014年の世界選手権からは、メダリストの他にそのコーチにも賞金が支給されることになった。そのため、メダリストの賞金は従来より2割減となった(個人戦の優勝者に4800ドル、そのコーチに1200ドル、2位に3200ドル、そのコーチに800ドル、3位に1600ドル、そのコーチに400ドル、団体戦の優勝チームに2万ドル、そのコーチに5000ドル、2位に1万2千ドル、そのコーチに3000ドル、3位に4000ドル、そのコーチに1000ドル)。

## 大会マスコット
今大会のマスコットは｢ジョリク｣という名のトラに決まった。2012年にチェリャビンスクで開催されたヨーロッパ選手権でもこのトラがマスコットに選ばれていたが、今回はその時よりも剽軽で若々しく愛嬌のある顔付きに改変された。
このトラのモデルは実際に存在する。2009年にチェリャビンスクの住民が私設の動物園で弱りきっていたトラの赤ちゃんを買い取り、介護した。その後、大統領のウラジーミル・プーチンの取り成しでシベリアにあるトラのリハビリ施設に移送されて、そこで育てられることになった。

## 大統領の来訪
今大会最終日の8月31日に開催された世界団体では、地元ロシアの大統領であるウラジーミル・プーチンが大会会場を訪れた。女子の3位決定戦の途中から姿を現して、男子決勝の日本対ロシア戦でロシアが先に2勝を挙げながらその後3連敗を喫して準優勝に終わることになった試合を観戦した。

## 日本での放送
今大会はフジテレビ系列で放送された。解説を穴井隆将、上野順恵、杉本美香、メインキャスターに宮澤智、実況を森昭一郎、竹下陽平、鈴木芳彦、リポーターを松山三四六が担当した。

## 代表選考に関して
この大会では全日本柔道連盟が、男子100kg級は「世界選手権に出ても、いい結果は得られない」という異例の決断から、オリンピックを含めた世界大会において史上初めて代表を派遣しないことに決めた。